# Thilina Suranda Bandara
Thilina Suranda Bandara Liyana Arachchilage (28 maggio 1988) è un calciatore singalese, difensore del Solid Anuradhapura.

## Carriera

### Club
Gioca dal 2010 al 2012 al Don Bosco. Nel 2012, dopo una breve parentesi alle Maldive con il BG Sports, torna al Don Bosco. Nel 2013 viene acquistato dal Solid.

### Nazionale
Debutta in nazionale il 21 ottobre 2007, in Sri Lanka-Qatar.